# Problema de la medida (cosmología)
El problema de la medida en cosmología se refiere a cómo calcular las proporciones de universos de diferentes tipos dentro de un multiverso. Normalmente surge en el contexto de la inflación eterna. El problema surge porque diferentes enfoques para calcular estos ratios producen resultados diferentes y no está claro cuál (si alguno) es el correcto.
Las medidas pueden evaluarse en función de si predicen las constantes físicas observadas, así como si evitan implicaciones contraintuitivas, como la paradoja de la juventud o cerebros de Boltzmann. Si bien se han propuesto decenas de medidas,: 2 pocos físicos consideran que el problema está resuelto.

## El problema
Las teorías del multiverso infinito se están volviendo cada vez más populares, pero debido a que involucran infinitas instancias de diferentes tipos de universos, no está claro cómo calcular las fracciones de cada tipo de universo. Alan Guth lo expresó de esta manera:
En un solo universo, las vacas que nacen con dos cabezas son más raras que las que nacen con una sola cabeza. [Pero en un multiverso infinitamente ramificado] hay un número infinito de vacas de una cabeza y un número infinito de vacas de dos cabezas. ¿Qué pasa con la proporción?
Sean M. Carroll ofreció otro ejemplo informal:
Digamos que hay un número infinito de universos en los que George W. Bush llegó a ser presidente en 2000, y también un número infinito en los que Al Gore llegó a ser presidente en 2000. Para calcular la fracción N(Bush)/N(Gore), necesitamos tener una medida, una forma de controlar esos infinitos. Generalmente esto se hace mediante “regularización”. Comenzamos con una pequeña porción del universo donde todos los números son finitos, calculamos la fracción y luego dejamos que nuestra porción se haga más grande y calculamos el límite al que se acerca nuestra fracción.
Diferentes procedimientos para calcular el límite de esta fracción arrojan respuestas tremendamente diferentes.
Una forma de ilustrar cómo diferentes métodos de regularización producen diferentes respuestas es calcular el límite de la fracción de conjuntos de números enteros positivos que son pares. Supongamos que los números enteros están ordenados de la forma habitual,
1, 2, 3, 4, 5, 6, 7, 8,... (OEIS: A000027)
En un límite de "los primeros cinco elementos de la lista", la fracción es 2/5; en un límite de "los primeros seis elementos", la fracción es 1/2; el límite de la fracción, a medida que crece el subconjunto, converge a 1/2. Sin embargo, si los números enteros están ordenados de manera que a cualquier número impar le sigan dos números pares consecutivos,
1, 2, 4, 3, 6, 8, 5, 10, 12, 7, 14, 16, ... (OEIS: A265667)
el límite de la fracción de números enteros pares converge a 2/3 en lugar de 1/2.
Una forma popular de decidir qué orden utilizar en la regularización es elegir el método de ordenación más simple o que parezca más natural. Todo el mundo está de acuerdo en que la primera secuencia, ordenada según el tamaño creciente de los números enteros, parece más natural. De manera similar, muchos físicos coinciden en que la "medida de corte de tiempo adecuado" (abajo) parece el método de regularización más simple y natural. Desafortunadamente, la medida de corte de tiempo adecuada parece producir resultados incorrectos.: 2 
El problema de la medida es importante en cosmología porque para comparar teorías cosmológicas en un multiverso infinito, necesitamos saber qué tipos de universos predicen que son más comunes que otros.

## Medidas propuestas

En este multiverso de juguetes, la región de la izquierda sale de la inflación (línea roja) más tarde que la región de la derecha. Con el corte de tiempo adecuado mostrado por las líneas de puntos negras, la porción inmediatamente posterior a la inflación del universo de la izquierda domina la medida, inundándola con cinco "bebés Boltzmann" (rojo) que son extrañamente jóvenes. Extender el límite de tiempo adecuado a momentos posteriores no ayuda, ya que entonces dominarían otras regiones (no en la imagen) que salieran de la inflación incluso más tarde. Con el límite del factor de escala mostrado por las líneas de puntos grises, solo se cuentan los observadores que existen antes de que la región se haya expandido según el factor de escala, lo que da tiempo a los observadores normales (azul) para dominar la medida, mientras que el universo de la izquierda alcanza la escala. corte incluso antes de salir de la inflación en este ejemplo.

### Corte en el tiempo adecuado
La medida de corte en el tiempo adecuado () considera la probabilidad {\displaystyle P(\phi ,t)} de encontrar un campo escalar dado {\displaystyle \phi } en un momento dado {\displaystyle t}. : 1–2 Durante la inflación, la región alrededor de un punto crece como {\displaystyle e^{3H\Delta t}} en un pequeño intervalo de tiempo adecuado {\displaystyle \Delta t},: 1 dónde {\displaystyle H} es el parámetro de Hubble.
Esta medida tiene la ventaja de ser estacionaria en el sentido de que las probabilidades permanecen iguales a lo largo del tiempo en el límite de grandes {\displaystyle t}.: 1 Sin embargo, sufre la paradoja de la juventud, que tiene el efecto de hacer exponencialmente más probable que estemos en regiones de alta temperatura, en conflicto con lo que observamos; Esto se debe a que las regiones que salieron de la inflación más tarde que nuestra región pasaron más tiempo que nosotros experimentando un crecimiento exponencial inflacionario galopante.: 2 Por ejemplo, los observadores en un Universo de 13.800 millones de años (nuestra edad observada) son superados en número por los observadores en un Universo de 13.000 millones de años por un factor de {\displaystyle 10^{10^{60}}}. Este desequilibrio continúa, hasta que los observadores más numerosos que se parecen a nosotros son "bebés de Boltzmann" formados por fluctuaciones improbables en el Universo caliente y muy temprano. Por lo tanto, los físicos rechazan el simple límite del tiempo adecuado como una hipótesis fallida.

### Límite del factor de escala
El tiempo se puede parametrizar de formas diferentes al tiempo adecuado.: 1 Una opción es parametrizar por el factor de escala del espacio. {\displaystyle a}, o más comúnmente por {\displaystyle \eta \sim \log a}.: 1 Entonces una región dada del espacio se expande como {\displaystyle e^{3\Delta \eta }}, independiente de {\displaystyle H}.: 1 
Este enfoque puede generalizarse a una familia de medidas en las que una pequeña región crece a medida que {\displaystyle e^{3H^{\beta }\Delta t_{\beta }}} para algunos {\displaystyle \beta } y enfoque de división del tiempo {\displaystyle t_{\beta }}.: 1–2 Cualquier elección para {\displaystyle \beta } permanece estacionario durante grandes tiempos.
La medida de corte del factor de escala toma {\displaystyle \beta =0}, lo que evita la paradoja de la juventud al no dar mayor peso a las regiones que conservan una alta densidad energética durante largos períodos.: 2 
Esta medida es muy sensible a la elección de {\displaystyle \beta } porque cualquier {\displaystyle \beta >0} produce la paradoja de la juventud, mientras que cualquier {\displaystyle \beta <0} produce una "paradoja de la vejez" en la que se predice que la mayor parte de la vida existirá en un espacio frío y vacío como cerebros de Boltzmann en lugar de criaturas evolucionadas con experiencias ordenadas que parecemos ser. : 2 
De Simone et al. (2010) consideran que la medida de corte del factor de escala es una solución muy prometedora al problema de la medida. También se ha demostrado que esta medida produce una buena concordancia con los valores observacionales de la constante cosmológica.

### Estacionario
La medida estacionaria procede de la observación de que diferentes procesos alcanzan la estacionariedad de {\displaystyle P(\phi ,t)} en Diferentes Momentos.: 2 Por lo tanto, en lugar de comparar procesos en un momento dado desde el principio, la medida estacionaria los compara en términos de tiempo desde que cada proceso individualmente se vuelve estacionario.: 2 Por ejemplo, se pueden comparar diferentes regiones del universo en función del tiempo transcurrido desde que comenzó la formación estelar.: 3 
Andrei Linde y sus coautores han sugerido que la medida estacionaria evita tanto la paradoja de la juventud como los cerebros de Boltzmann. Sin embargo, la medida estacionaria predice valores extremos (ya sean muy grandes o muy pequeños) del contraste de densidad primordial. {\displaystyle Q} y la constante gravitacional {\displaystyle G}, inconsistente con las observaciones.: 2 

### Diamante causal
El recalentamiento marca el fin de la inflación. El diamante causal es el volumen finito de cuatro volúmenes formado al cruzar el cono de luz futuro de un observador que cruza la hipersuperficie en recalentamiento con el cono de luz pasado del punto donde el observador ha salido de un vacío determinado.: 2 Dicho de otra manera, el diamante causal es
la franja más grande accesible a un solo observador que viaja desde el principio de los tiempos hasta el fin de los tiempos. Los límites finitos de un diamante causal están formados por la intersección de dos conos de luz, como los rayos dispersos de un par de linternas apuntando entre sí en la oscuridad. Un cono apunta hacia afuera desde el momento en que se creó la materia después de un Big Bang (el nacimiento más temprano concebible de un observador) y el otro apunta hacia atrás desde el punto más lejano de nuestro horizonte futuro, el momento en que el diamante causal se convierte en un vacío intemporal y vacío. el observador ya no puede acceder a la información que vincula la causa con el efecto.
La medida causal del diamante multiplica las siguientes cantidades:: 1, 4 
- la probabilidad previa de que una línea mundial entre en un vacío dado
- la probabilidad de que los observadores emerjan en ese vacío, aproximada como la diferencia de entropía entre salir y entrar al diamante. ("[Cuanto más energía libre, más probable es que surjan observadores").

Diferentes probabilidades previas de tipos de vacío producen resultados diferentes.: 2 La producción de entropía se puede aproximar como el número de galaxias en el diamante.: 2 

### Observador
La medida del observador imagina la línea mundial de un eterno "observador" que pasa a través de un número infinito de singularidades del Big Crunch.

## Paradoja de Guth-Vanchurin
En todos los esquemas de "límite" para un multiverso infinito en expansión, un porcentaje finito de observadores alcanza el límite durante su vida. Según la mayoría de los esquemas, si un observador actual sigue vivo dentro de cinco mil millones de años, entonces las últimas etapas de su vida deben de alguna manera "descontarse" en un factor de alrededor de dos en comparación con sus etapas de vida actuales. Para tal observador, el teorema de Bayes puede parecer fracasar en esta escala de tiempo debido a efectos de selección antrópica; Este colapso hipotético a veces se denomina "paradoja de Guth-Vanchurin". Una solución propuesta a la paradoja es postular un "fin de los tiempos" físico que tiene un cincuenta por ciento de posibilidades de ocurrir en los próximos miles de millones de años. Otra propuesta superpuesta es postular que un observador ya no existe físicamente cuando pasa fuera de un parche causal determinado, similar a los modelos en los que una partícula se destruye o deja de existir cuando cae a través del horizonte de sucesos de un agujero negro. Guth y Vanchurin han rechazado tales propuestas del "fin de los tiempos", afirmando que si bien "las etapas (posteriores) de mi vida contribuirán (menos) a los promedios multiversales" que las etapas anteriores, esta paradoja no necesita interpretarse como un "fin del tiempo" físico. La literatura propone al menos cinco posibles resoluciones:
1. Aceptar un "fin del tiempos" físico
2. Rechazar que las probabilidades en un universo finito estén dadas por frecuencias relativas de eventos o historias
3. Rechazar el cálculo de probabilidades mediante un límite geométrico
4. Rechazar las teorías de probabilidad estándar y, en cambio, postular que la "probabilidad relativa" es, axiomáticamente, el límite de un determinado proceso de corte geométrico.
5. Rechazar la inflación eterna

Guth y Vanchurin plantean la hipótesis de que las teorías de probabilidad estándar podrían ser incorrectas, lo que tendría consecuencias contraintuitivas.